# Лещава
Лещава (или Гарванско блато) е крайдунавско блато в България, област Силистра, Община Ситово. Блатото е разположено в устието на суходолието Кулак, на 2,5 km западно от село Попина и на 1 km северно от село Гарван. Площта му варира от 2 до 2,283 km2 (изчислена на база картата на възстановената собственост) и максимална дълбочина – 2 m. Дължината му от север на юг е 2 km, а ширината от запад на изток – 1,3 km. Надморската му височина е 8 m и се намира на около 2 – 3 m под нивото на Дунав. В плитчините около брега е обраснало с тръстика, камъш и папур. В блатото гнездят различни видове птици.